# El primer día (Torchwood)
El primer día (Day One) es el segundo episodio de la primera temporada de la serie británica de ciencia ficción Torchwood. Su autor fue Chris Chibnall y el director fue Brian Kelly. Se estrenó en BBC Three el 22 de octubre de 2006, justo después que el episodio piloto de la serie, Todo cambia.

## Argumento
Una cita entre Gwen Cooper y su novio Rhys Williams se interrumpe cuando ven la caída de un meteorito en Cardiff. Gwen recibe un mensaje en el móvil que la convoca para pasar a la acción. Mientras el ejército asegura la zona, Torchwood investiga el meteorito. Owen Harper se mete con Gwen llamándola "la nueva". Intentando desquitarse, le lanza un cincel, pero él lo esquiva y da contra el meteorito, abriendo una grieta por la cual escapa un gas de color rosa. El gas encuentra a una joven, Carys Fletcher, a la salida de un nightclub, y toma posesión de su cuerpo. En el club, Carys seduce a un hombre y le lleva al baño, donde hacen el acto sexual, En el momento del clímax, sin embargo, el hombre se disuelve en polvo, mientras Carys absorbe la energía remanente.
El equipo de Torchwood descubre esa escabrosa muerte, y se dan cuenta gracias a una cámara de vigilancia que el gas se ha apoderado de Carys. Gwen se siente culpable de la muerte del hombre, pero el líder del equipo, el capitán Jack Harkness, le asegura que todo el mundo comete errores. Gwen también descubre que es la única del equipo que está en una relación sentimental, ya que los demás están demasiado ocupados con el trabajo para encontrar tiempo libre. Más tarde, descubren dónde vive Carys, y llegan allí antes de que pueda hacer daño a un cartero. Cuando intenta escapar, Owen la atrapa usando una prisión portátil, para el disgusto de Jack, que había prohibido que sacaran tecnología alienígena de la base sin su permiso.
Carys es puesta en una celda de cuarentena. Mientras le hacen pruebas, Gwen siente una necesidad incontrolada de besarla, mostrando que Carys está emitiendo altos niveles de feromonas, lo que la convierte en la práctica en un "afrodisíaco andante", pero el gas también la está matando poco a poco. Más tarde, Carys escapa de la celda tras seducir a Owen. Jack intenta capturarla, pero ella se hace con un jarro que contiene una mano cortada, que parece tener gran valor para Jack. Él le permite irse a cambio de respetar el jarro, pero ella lo rompe de todas formas.
En un intento de capturarla de nuevo, el equipo sigue la corazonada de Toshiko Sato de que irá en busca de su exnovio. Llegan a su casa para descubrir que Carys ya le ha matado. Después, descubren que Carys trabaja en una clínica de fertilidad. Llegan a la clínica para encontrar que Carys ya lleva un rato allí matando a algunos de los clientes. Tras arrinconarla, descubren que solo le quedan unos momentos antes de morir. Jack gana algo de tiempo besándola, y absorbiendo parte de su "exceso" de vida. Gwen le ofrece a la entidad gaseosa su propio cuerpo para salvar a Carys. El gas sale de Carys, pero antes de que pueda entrar en Gwen, Jack lanza la prisión portátil contra él. Como no puede sobrevivir mucho tiempo en la atmósfera de la Tierra, el gas muere. Mientras Jack revisa los restos, Gwen besa a Jack, dándole las gracias y dejándole confuso.
Al final, Carys se reúne con su padre. El equipo regresa a Torchwood, y cuando Gwen se va a ir a casa, Jack le aconseja que no deje que el trabajo la consuma, porque su perspectiva es importante para el equipo. Después le anima a volver a casa y pasar tiempo con Rhys.

## Producción

### Guion

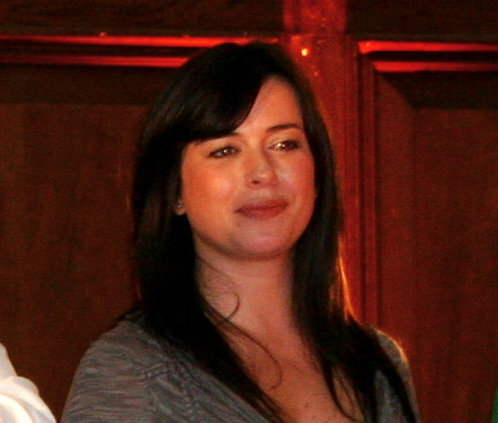
El episodio se centra en Gwen Cooper, interpretada por Eve Myles (en la foto), en su primer día de trabajo en Torchwood.

El título provisional del episodio era New Girl (Chica nueva), que se cambió al título actual a principios de octubre de 2006. El jefe de guionistas, Chris Chibnall, autor del episodio, encontró que escribir el segundo episodio fue duro, ya que era el reto de demostrar cómo funciona Torchwood, y sentar la base para el resto de la serie. Quería escribir un episodio que se centrara en Gwen y en su "primer día en el infierno", y mostrar a la audiencia que Torchwood no es un trabajo normal, ya que un pequeño fallo puede tener graves consecuencias en la ciudad. La escena en la que Gwen abre por accidente el meteorito se pretendía que "extendiera la metáfora de romper la fotocopiadora el primer día de trabajo". También se pretendía separar el método de trabajo entre el equipo y Gwen. El creador de la serie Russell T Davies dijo que mientras que el resto del equipo está allí por los alienígenas, la ciencia, la tecnología y la mitología, Gwen está allí por "la gente"; es la única del equipo a la que le preocupa lo que le pueda pasar a Carys. Eve Myles también señaló en los audiocomentarios del episodio que a lo largo del mismo hay una mezcla entre su vida doméstica y la ciencia ficción.
La idea de usar el gas sexual fue de Chibnall, pero después admitió que "no tenía ni idea de dónde salió el episodio". Davies dijo que "cuando estamos lanando una nueva serie adulta de ciencia ficción, es más o menos inevitable hacer el monstruo sexual". También enfatizó que el episodio no es solo sobre "echarse unas risas" con el gas sexual, ya que también tiene "algo que decir sobre el mundo". La escena en la que Carys camina por la calle con sexo en los anuncios y parejas besándose en público es una de las favoritas de Davies en el episodio, ya que explora lo sexualizado que está el mundo occidental. Originalmente el episodio era de un tono mucho más ligero, sin embargo, la mayoría de las escenas cómicas se tuvieron que cortar ya que interferían con la trama. Además, originalmente Carys debía tener dos o tres novios, pero por cuestiones de tiempo, solo pudo haber uno. Esto acabó beneficiando al episodio, ya que lo hizo más emotivo. Había una escena en la que Carys aparecía con un segundo novio, pero se cortó, añadiéndose después en la sección de escenas eliminadas del DVD de la primera temporada.
Después de que estuviera escrito, la directora de ficción de la BBC, Jane Tranter, sugirió a los productores que el equipo de Torchwood se tomara "un respiro" y hablaran del misterio del capitán Jack mientras tomaban comida china para llevar. A lo largo de la lectura del guion antes del rodaje, Burn Gorman notó que vio "grandes sonrisas" y risitas de algunos de los lectores por el contenido. Sara Gregory leyó el guion con su madre.

## Emisión y recepción
El primer día se emitió el 22 de octubre de 2006 en BBC Three justo después del primer episodio, Todo cambia. El segundo episodio tuvo una audiencia nocturba de 2,3 millones de espectadores y un 13,8% de share, conservando la mayor parte de la audiencia del primer episodio. Juntos, los dos episodios recibieron la mayor audiencia de un canal temático de un programa británico que no fuera de deportes, y en la época fue la mayor audiencia de BBC Three. La medición definitiva fue de 2,498 millones de espectadores. Conservaron ese récord hasta la emisión de EastEnders Live: The Aftermath el 19 de febrero de 2010. La puntuación de apreciaciónd el episodio fue de 83.
Daniel Montesions-Donaghy de Den of Geek dijo que "Tras el excelente episodio piloto, El primer día es al mismo tiempo un paso adelante y un paso atrás. Con lo tonta que es la idea de un gas extraterrestre con ninfomanía, el reparto se lanza a ello con aplomo, abriendo el camino a la conclusión relativamente cautivadora". Patrick Holm de Total Sci-Fi pensó que el segundo episodio "equipara la palabra 'adulto' con sexo y palabrotas - más una definición de patio de colegio que de un drama serio". En la conclusión de su crítica, Jonathan Capps de Noise to Signal pensó que el episodio "no era nada del otro mundo, pero pienso que no será un indicativo de los siguientes episodios, ya que aún estamos conociendo a los personaje, y es tiene que tener la prioridad en los primeros pocos episodios. Sin embargo, la dolorosa simplicidad de Chris (Chibnall) con una interpretación pesada y llena de clichés de la ciencia ficción (parte de la tecno-jerga de Jack es francamente vergonzosa) podía probar ser un factor de preocupación al avanzar la serie". Un crítico de TV Fodder pensó que El primer día fue un "gran segundo episodio", añadiendo que "no parece haber nada que no me guste de este programa".